# Oriolus bouroensis
La oropéndola de Buru (Oriolus bouroensis) es una especie de ave paseriforme de la familia Oriolidae endémica de las Molucas, pertenecientes a Indonesia. Anteriormente se consideraba a la oropéndola de las Tanimbar (Oriolus decipiens) subespecie de la oropéndola de Buru pero fueron separadas en 2007.

## Distribución y hábitat
Se encuentra únicamente en la isla Buru, de las Molucas meridionales, en el este de Indonesia. 
Sus hábitats naturales son las selvas húmedas y los manglares tropicales..